# La crise est finie
La crise est finie is een Franse muziekfilm uit 1934 onder regie van Robert Siodmak. De film werd destijds uitgebracht onder de titel De crisis is voorbij.

## Verhaal
Een revuegezelschap trekt rond door de provincie. Hoewel hun voorstelling amper volk trekt, kan dat de geestdrift van de jonge Nicole niet temperen. Zij is de invalster voor een lastige vedette. Als ze in haar geboorteplaats de kans krijgt om een hoofdrol te spelen, oogst ze succes bij het publiek. De groep besluit zijn geluk te wagen in Parijs met een programma dat rond haar is gebouwd.

## Rolverdeling
| Acteur            | Personage   |
| ----------------- | ----------- |
| Albert Préjean    | Marcel      |
| Danielle Darrieux | Nicole      |
| Marcel Carpentier | Bernouillin |
| Pedro Elviro      | Hercule     |